# Cal Veale
Cal Veale ist ein US-amerikanischer Rockabilly-Musiker.
Seine Karriere startete Veale bei Las Vegas Records. Dort nahm er die Platte Don’t Cry Baby / Standing On The Edge Of Nowhere. Die Platte verkaufte sich jedoch nicht gut. Als Songwriter hatte er dann mehr Erfolg. Seine Titel wurden von Sängern wie Bill Carter gecovert. In den 1960er-Jahren arbeitete Veale verstärkt als Produzent. Für Carters Label Indigo Records produzierte er Musiker wie Ray Smith, Jimmy North, Clyde Arnold und weitere. Als Songschreiber war er für das Label aktiv (Black Smoke and Blue Tears).

## Diskografie
| Jahr | Titel                                            | Plattenfirma   |
| ---- | ------------------------------------------------ | -------------- |
| 1956 | Don’t Cry Baby / Standing On The Edge Of Nowhere | Las Vegas 1237 |
|      | Paralyzed / 40th & Plum                          | Spring 450     |